# Vladimir Silađi
Vladimir Silađi (in serbo Владимир Силађи?; Novi Sad, 23 aprile 1993) è un calciatore serbo, attaccante del Bokelj.

## Palmarès

### Club
- Prva Liga Srbija: 1

TSC Bačka Topola: 2018-2019
- Campionato vietnamita: 1

Hà Nội: 2022
- Coppa del Vietnam: 1

Hà Nội: 2022

### Individuale
- Capocannoniere del campionato serbo: 1

2019-2020 (16 gol, a pari merito con Nenad Lukić e Nikola Petković)